# Batrachorhina vieui
Batrachorhina vieui là một loài bọ cánh cứng trong họ Cerambycidae.